# ميثاق المبادىء النسوية للنساء الإفريقيات
يُعدّ ميثاق المبادئ النسويّة للنساء الأفريقيات وثيقة تم تشكيلها من قِبل صندوق تطوير النساء الأفريقيات أثناء تجمُّع النساء الأفريقيات النسويّات من جميع أنحاء العالم لعام 2006 في أكرا؛ لخلق مبادئ أساسيّة لمُعالجة التعريفات الرئيسية للنسويّة الأفريقية والنزعة الأبويّة.